# Albert Lacaze
Pour les articles homonymes, voir Lacaze.
Albert Jean Lacaze, né le 21 mai 1884 à Latronquière dans le Lot et mort le 1er février 1955 à Lyon, est un militaire et un résistant français.

## Biographie
Albert Lacaze naît dans une famille protestante du Lot, fils de Pierre Lacaze, maréchal des logis de gendarmerie et de Jeanne Quatre. Ayant suivi des études secondaires à Agen, il est admis en 1903 à l'école militaire de Saint-Cyr dont il sort lieutenant le 1er octobre 1907.

### Première Guerre mondiale
Capitaine en 1914, il participe à la Première Guerre mondiale où il est grièvement blessé en 1918. Fait prisonnier, il ne rentrera qu'en 1919, ayant obtenu une affectation au 18e RIA de Tarbes. Promu commandant le 25 septembre 1925, il gravira les échelons pour devenir lieutenant-colonel au 99e RIA de Lyon où il s'installe avec sa famille.
Nommé colonel le 22 décembre 1938, il est envoyé avec son régiment et les réservistes, soit un total de 3 000 hommes, en Maurienne face à l'Italie en 1939.

### Seconde Guerre mondiale
Le 99e RIA est envoyé au front en juin 1940 d'abord en Alsace, puis en Champagne, où il sera fait prisonnier le 16 juin 1940 et envoyé au camp de Mailly. Il sera ensuite transféré à Osterode en Allemagne et enfin en Pologne.
Il restera captif du 16 juin 1940 au 23 octobre 1942, puis sera libéré comme rapatrié sanitaire ; il rentre ainsi à Lyon.

## Activités de résistance
Albert Lacaze décide de prendre part à la Résistance dès la fin 1942 ; il prend alors contact avec Marcel Rivière, rédacteur au journal Le Progrès et résistant. Il rencontre, en avril 1943, le général Delestraint qui le charge de la direction du service de renseignement de l'Armée Secrète. 

### Arrestation à Caluire
Le 20 juin 1943, Bruno Larat informe le colonel Lacaze de la réunion du lendemain à 14 heures à la maison du docteur Dugoujon à Caluire.
Le matin du 21 juin 1943, le colonel envoie sa fille Odile en reconnaissance et pour porter une lettre au docteur. Ensuite, il se rend au rendez-vous. Il y sera arrêté. Il sera ensuite conduit au siège de la Gestapo de Lyon.
Il est emprisonné le 25 juin 1943 à la prison de Fresnes où il retrouve le capitaine Gastaldo et le général Delestraint. Jugé devant la cour présidée par le juge Ernst Roskothen, défendu et soutenu par André Lassagne, le colonel Lacaze bénéficie d'un non-lieu. Il est alors libéré le 17 janvier 1944, avec le docteur Dugoujon.

### Le maquis
De retour en France, il se réfugie chez des amis possédant une ferme dans la région d'Uzès,  près de Lussan. Apprenant le débarquement en Provence le 15 août 1944, il prend contact avec le maquis en Ardèche. Il reprend alors du service et son titre de colonel le 3 octobre 1944. Il est finalement démobilisé le 1er septembre 1945 et se retire dans sa famille à Lyon, où il meurt le 1er février 1955.

## Distinctions
- Commandeur de la Légion d'honneur (5 aout 1941)[6]
- Croix de guerre 1914-1918